# Diptilomiopidae
Diptilomiopidae – rodzina roztoczy z rzędu Trombidiformes i nadrodziny szpecieli. Obejmuje około 450 gatunków.
Takson ten wprowadzony został w 1944 roku przez Hartforda Keifera jako plemię Diptilomiopini. Obejmuje około 450 gatunków w 63 rodzajach. Dzieli się na dwie podrodziny:
- Diptilomiopinae Keifer, 1944
- Rhyncaphytopinae Roivainen, 1953

Ciało w obrysie tęgie lub wydłużone, wrzecionowate. Podzielone jest na gnatosomę i idiosomę. Gnatosoma jest w porównaniu do ciała duża, gwałtownie zakrzywiona ku nasadzie. Wykształcone w sztylety szczękoczułki również są gwałtownie zakrzywione dobrzusznie u nasady. Sztylet oralny długi. Wierzch idiosomy podzielony na aspidosomę i opistosomę. Przód aspidosomy formuje zwężające się rostrum, które jest gwałtownie zakrzywione ku dołowi. Na wierzchu aspidosomy leży tarczka prodorsalna. Tarczka ta albo jest pozbawiona szczecinek, albo występuje na niej para skapularnych (sc). Wyjątkowo pojawiają się nieparzyste szczecinki: wertykalna wewnętrzna (vi) i wertykalna zewnętrzna (ve). Oskórek opistosomy pokryty jest poprzecznymi bruzdami, dzielącymi ją na pierścienie. Po bokach jej przedniej części najczęściej brak szczecinki c1. Jak u innych szpecieli, Diptilomiopidae we wszystkich stadiach rozwojowych mają tylko dwie pary odnóży. Chetotaksja odnóży jak i płytek koksosternalnych jest zasadniczo pełna, ale niektóre szczecinki mogą nie występować. Na goleniach pierwszej pary brak solenidium. Stopy z empodium (featherclaw) całkowitym w podrodzinie Rhyncaphytopinae, a głęboko środkowo podzielonym w podrodzinie 
Diptilomiopinae. U rodzaju Diptilomiopus uda zlane z kolanami w jeden człon: femurogenu. Rejon genitalny przykryty jest "klapką" (genital coverflap). Jej powierzchnia zwykle jest gładka, ale może być wyposażona w jeden lub dwa rzędy żeberek i kropek lub być pokryta półksiężycowatymi ziarenkami. Narządy rozrodcze samic odznaczają się rurkami spermateki krótszymi niż jej torebka.
Przedstawiciele rodziny są pasożytami roślin, głównie dwuliściennych. 16 gatunków znanych jest z dwóch rodzin jednoliściennych: arekowatych i wiechlinowatych, w tym wiele z bambusów. Tylko rodzaj Asetacus znany jest z iglastych, a mianowicie chińskich cypryśnikowatych. Wiele gatunków żeruje na roślinach ważnych gospodarczo, nie powodując jednak ich znacznych uszkodzeń. Nieliczne wywołują rdzę liści. Brak danych na temat przenoszenia wirusów roślinnych przez te roztocze.